# Enochrus interruptus
Enochrus interruptus är en skalbaggsart som beskrevs av Gundersen 1977. Enochrus interruptus ingår i släktet Enochrus och familjen palpbaggar. Inga underarter finns listade i Catalogue of Life.